# 도시홍수

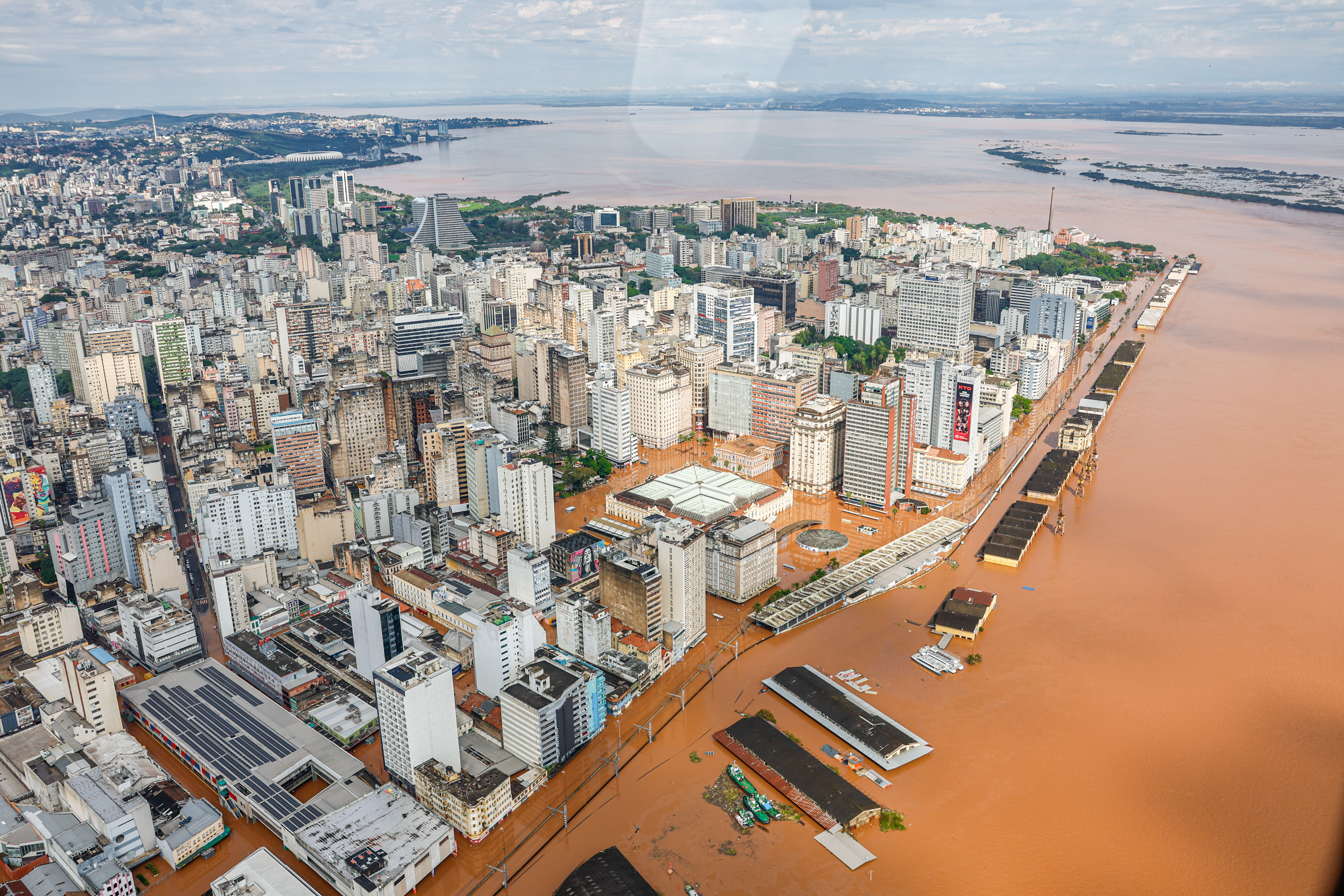
파투스호 포르투알레그리의 홍수

도시홍수(urban flooding) 또는 도시형 수해는 빗물이나 해안 폭풍 해일로 인해 빗물 하수도와 같은 배수 시스템의 용량이 초과되어 도시나 기타 건축환경의 토지나 재산이 범람하는 것을 말한다. 도시홍수는 영향을 받은 지역사회가 지정된 범람원 내에 있는지 또는 수역 근처에 있는지 여부에 관계없이 발생할 수 있다. 예를 들어 강과 호수의 범람, 갑작스러운 홍수 또는 눈이 녹는 경우에 발생한다. 홍수가 발생하는 동안 빗물이나 손상된 수도 본관에서 방출된 물이 사유지와 공공 통행권에 쌓일 수 있다. 건물 벽과 바닥을 통해 스며들거나 하수관, 지하실, 화장실 및 싱크대를 통해 건물로 유입될 수 있다.
도시홍수에는 여러 유형이 있으며 각각 다른 원인이 있다. 도시 계획자는 하천 홍수(폭우로 인한 홍수), 하천 홍수(인근 강이 제방을 범람하여 발생) 또는 해안 홍수(종종 폭풍 해일로 인해 발생)를 구분한다. 도시 홍수는 인구와 기반 시설 모두에 위험하다.
도시 지역에서는 흐르는 물의 속도를 높이는 기존의 포장 도로와 도로로 인해 홍수 영향이 더욱 악화될 수 있다. 불투수 표면은 빗물이 땅 속으로 스며드는 것을 방지하여 국지적 배수 용량보다 더 높은 표면 유출을 유발한다. 물 순환에 대한 기후 변화의 영향은 도시 홍수의 심각성과 빈도를 변화시킬 수도 있다. 이는 특히 해수면 상승과 높은 강수량 강도의 영향을 받을 수 있는 해안 도시에 적용된다.
도시 홍수를 줄이기 위해 도시 기획자는 회색 인프라 구축, 녹색 인프라 사용, 배수 시스템 개선, 토지 이용 이해 및 변경 등의 접근 방식을 사용할 수 있다. 일반적으로 통합된 도시 물 관리는 도시 홍수를 줄이는 데 도움이 될 수 있다.

## 같이 보기
- 기후변화 적응
- 자연 기반 솔루션